# Wariboko West
Wariboko West (né le 19 août 1942) est un athlète nigérian, spécialiste du saut en longueur. 

## Biographie
Il se classe quatrième du saut en longueur lors des Jeux olympiques de 1964, à Tokyo, derrière Lynn Davies, Ralph Boston et Igor Ter-Ovanessian.

### Palmarès
| Date | Compétition     | Lieu  | Résultat | Épreuve          | Performance |
| ---- | --------------- | ----- | -------- | ---------------- | ----------- |
| 1964 | Jeux olympiques | Tokyo | 4e       | Saut en longueur | 7,60 m      |

### Records
| Épreuve          | Performance | Lieu | Date |
| ---------------- | ----------- | ---- | ---- |
| Saut en longueur | 7,75 m      |      | 1964 |